# Adam Niewood
Adam Niewood (* 14. April 1977) ist ein US-amerikanischer Jazzmusiker (Saxophone, Klarinette, Bassklarinette, Komposition), der sich auch als Hersteller von Mundstücken für Holzblasinstrumente betätigt.

## Leben und Wirken
Niewood wuchs in Glen Ridge (New Jersey) auf; sein Vater ist der Jazzmusiker Gerry Niewood. Zunächst lernte er in der Schule Klarinette, bevor er zum Altsaxophon und in der Highschool zum Tenor wechselte. In einer Schul-Bigband hatte er Gelegenheit, mit Gastmusikern wie Lew Soloff, Don Menza und Steve Gadd zu spielen. Ab 1995 studierte er am Berklee College of Music, um 1997 an die New Yorker William Paterson University zu wechseln, wo er den Bachelor in  Music Performance erwarb. Auf Empfehlung seines Lehrers David Demsey arbeitete er 2000 bis 2003 als Musikpädagoge für Saxophone, Jazzgeschichte und Ensemblespiele an der Montclair State University, 2001 zusätzlich im Jazzprogramm der Juilliard School of Music. Anschließend setzte er sein Studium an der Manhattan School of Music fort, an der er 2005 den Master in Jazz Performance sowie 2009 das Artist Diploma an der Juilliard School ablegte.
Erste Aufnahmen entstanden 2002, als er Gastmusiker auf dem Album Facets seines Vaters Gerry Niewood war. 2004 spielte er sein Debütalbum Introducing Adam Niewood ein, an dem Gerry Niewood, Eric Lewis, Matt Brewer und Ben Perowsky mitwirkten. 2008 nahm er in erweiterter Besetzung das Doppelalbum Epic Journey Vols. 1 & 2 auf (Innova Recordings). 2010 arbeitete er mit Bill Goodwin (Raise Four); im selben Jahr nahm er mit John Scofield, John Patitucci und Jack DeJohnette das Album Homage (Vectordisc) auf. Im Bereich des Jazz war er zwischen 2002 und 2010 an sieben Aufnahmesessions beteiligt. 2020 legte er das Album  Blue as a Whistle (SteepleChase) vor.